# Spilogona denigrata
Spilogona denigrata este o specie de muște din genul Spilogona, familia Muscidae. A fost descrisă pentru prima dată de Johann Wilhelm Meigen în anul 1826. Conform Catalogue of Life specia Spilogona denigrata nu are subspecii cunoscute.